# Isaac Wolfson

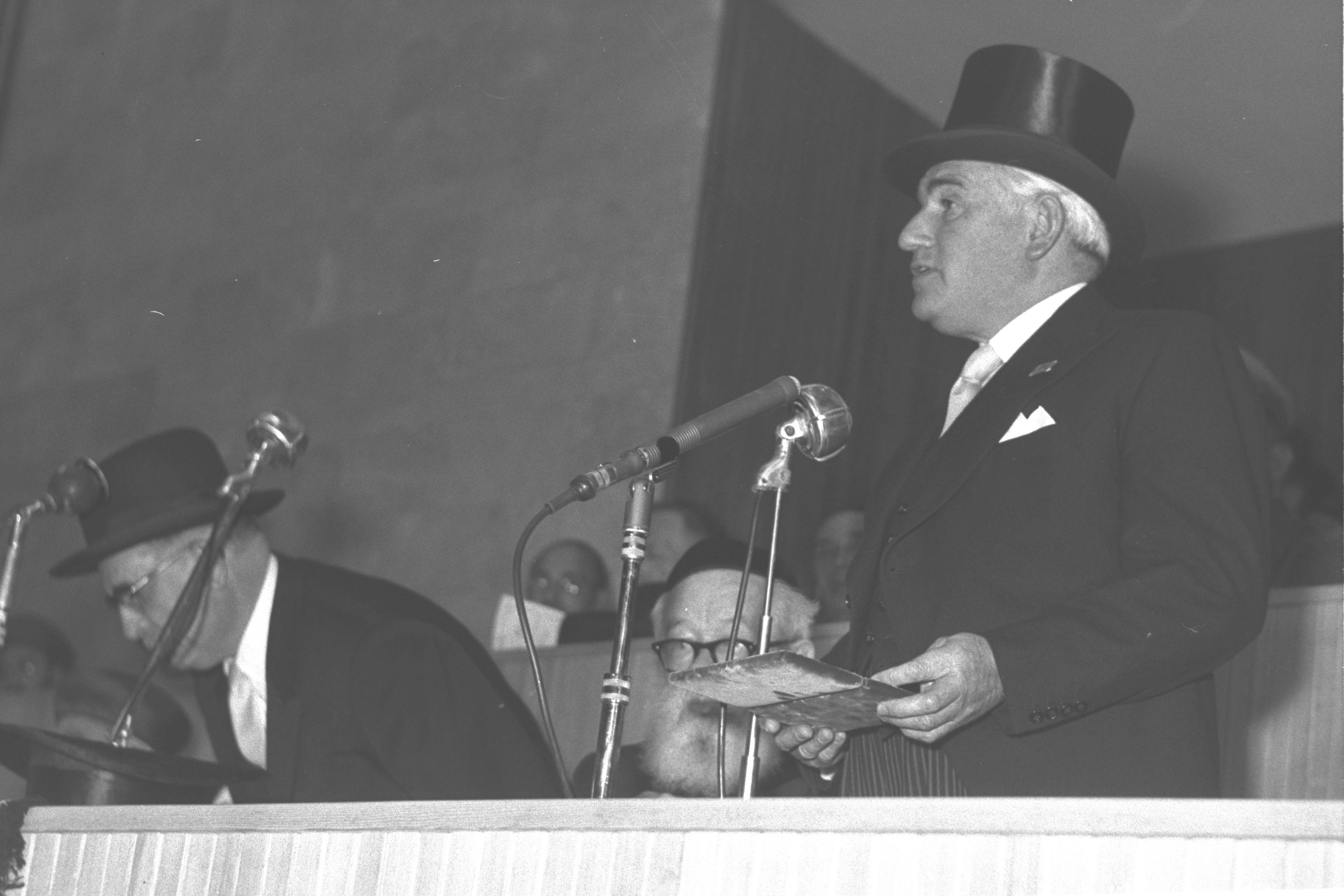
Sir Isaac Wolfson v Jeruzalémě, 1958

Sir Isaac Wolfson, 1. baronet, FSE (17. září 1897 – 20. června 1991) byl britský podnikatel a filantrop židovského původu. Jeho společnost Great Universal Stores, kterou vedl v letech 1932 až 1987 byla svého času největším zásilkovým koncernem ve střední Evropě. V roce 1955 založil nadaci Wolfson Foundation, jejímž hlavním cílem bylo podporovat aktivity pro mladé lidi a zdravotnickou osvětu v rámci Commonwealthu. Prostřednictvím nadace byly též založena Wolfson College na Oxfordské univerzitě a Wolfson College na Cambridgeské univerzitě. V roce 1962 mu byl britskou královnou Alžbětou II. udělen šlechtický titul baronet.
Wolfson též štědře podporoval Izrael, kde například financoval stavbu budovy vrchního rabinátu v Jeruzalémě. Byl členem řady vědeckých společností a během svého života obdržel řadu čestných doktorátů.
Zemřel ve věku 93 let ve svém sídle v izraelském Rechovotu, kde poslední léta svého života žil. Po jeho manželce Edith je pojmenován park Edith Wolfson v Tel Avivu a Wolfsonova nemocnice.